# Ruth Fröberg
Ruth Lorenze Eugenia Fröberg, född Hedlund den 27 februari 1893 i Stockholm, död den 2 oktober 1966 i Johannes församling, Stockholm, var en svensk pianist. 
Fröberg var pianist vid olika dansskolor, bland annat hos Karin Strandberg och Lalla Cassel. Därefter var hon pianist vid operans balettelevskola 1950–1966 och medverkade under denna tid i några svenska långfilmer. Fröberg är begravd på Skogskyrkogården i Stockholm.

## Filmografi
- 1952 – Eldfågeln
- 1954 – I rök och dans
- 1955 – Hoppsan!
- 1956 – Sceningång